# Ežerėlis
Ežerėlis ( escoltar (?·pàg.)) és una de les 103 ciutats de Lituània situada al comtat de Kaunas. És una ciutat situada a 25 km a l'oest de Kaunas.
Es tracta d'un nou assentament, ja que va començar a desenvolupar-se només a partir del 1918, quan una empresa d'excavacions de torba es va establir en el pantà Ezerelis. D'acord amb el cens de 1923, tenia 132 habitants. El 1959, la ciutat va arribar a 2200 habitants i es manté força estable des d'aleshores.